# Wereldkampioenschappen schoonspringen 2019 – tienmetertoren synchroon gemengd
Het synchroonspringen vanaf de tienmetertoren voor gemengde duo's tijdens de wereldkampioenschappen schoonspringen 2019 vond plaats op 13 juli 2019 in het Nambu University Municipal Aquatics Center in Gwangju.

## Uitslag
| Rang   | Land                | Namen                                 | Punten |
| ------ | ------------------- | ------------------------------------- | ------ |
| Goud   | China               | Lian Junjie Si Yajie                  | 346.14 |
| Zilver | Rusland             | Viktor Minibajev Jekaterina Beljajeva | 311.28 |
| Brons  | Mexico              | José Balleza María Sánchez            | 287.64 |
| 4      | Verenigd Koninkrijk | Noah Williams Robyn Birch             | 285.18 |
| 5      | Verenigde Staten    | Zachary Cooper Olivia Rosendahl       | 267.96 |
| 6      | Italië              | Maicol Verzotto Noemi Batki           | 259.62 |
| 7      | Zuid-Korea          | Kim Ji-wook Kwon Ha-lim               | 247.20 |
| 8      | Brazilië            | Isaac Souza Ingrid Oliveira           | 239.46 |